# فس-کالاندا
فس-کالاندا (به اسپانیایی: Foz-Calanda) یک شهرستان در اسپانیا است که در استان تروئل واقع شده‌است.

## خصوصیات
فس-کالاندا ۲۷۷ نفر جمعیت دارد.